# Операция «Валькирия» (фильм, 2008)
«Операция „Валькирия“» (англ. Valkyrie) — американский триллер 2008 года режиссёра Брайана Сингера c Томом Крузом в главной роли о покушении высокопоставленных офицеров вермахта на Адольфа Гитлера. Участие в съёмках Тома Круза первоначально вызвало неодобрение в Германии среди политиков, а также членов семьи Клауса фон Штауффенберга из-за того, что актёр является приверженцем саентологии. Также возникали проблемы с проведением съёмок в Бендлерблоке, на месте реальных событий.

## Сюжет
Полковник фон Штауффенберг считает, что Гитлер ведёт Германию к катастрофе. Он убеждает командира 10-й танковой дивизии вермахта отступить на Сиди-Мансур, проигнорировав приказ Гитлера держаться до последнего. Появившиеся внезапно самолёты союзников наносят сокрушительный удар с воздуха, в результате чего Штауффенберг получает тяжёлое ранение. Его отправляют в Германию.
13 марта 1943 года Гитлер прибывает на совещание под Смоленском. Генерал Тресков (Кеннет Брана) просит полковника Брандта из свиты фюрера передать бутылку ликёра полковнику Штифу в Берлине. На самом деле это замаскированная бомба. Вскоре Тресков получает сообщение, что самолёт фюрера благополучно приземлился. Тресков летит в Берлин и забирает бутылку у Брандта. Он требует от генерала Ольбрихта найти замену Остеру, арестованному гестапо. Ольбрихт вводит выздоровевшего Штауффенберга в круг заговорщиков, которые не могут прийти к приемлемому плану действий по свержению Гитлера, ведь армия присягала ему на верность и, кроме того, остаётся немалая сила в виде СС. Штауффенберг едет к семье, начинается бомбёжка, все спешат в бомбоубежище, забыв выключить проигрыватель. Сотрясения от близкого взрыва перебрасывают иглу проигрывателя. Звучит произведение Вагнера «Полёт Валькирии».
Штауффенберг предлагает убить Гитлера, обвинить СС в совершении путча, реализовать план «Валькирия», согласно которому части резервной армии экстренно мобилизуются и захватывают контроль в Берлине и приводят к власти новое правительство. Однако этот план может привести в действие только командующий резервной армией генерал Фромм (Том Уилкинсон). Ольбрихт — как его заместитель — может лишь поднять тревогу. Фромм занимает выжидательную позицию, говоря: «Пока фюрер жив, я на его стороне». Штауффенберг вербует генерала Фельгибеля (Эдди Иззард), который после убийства Гитлера должен отрезать всю верхушку рейха от связи с внешним миром.
Штауффенберг встречается с Гитлером в Бергхофе. Тот подписывает изменённый план «Валькирия». Полковник фон Квирнхайм (Кристиан Беркель) готовит две упаковки пластиковой взрывчатки и замедлители. Одна упаковка неминуемо должна убить всех собравшихся в железобетонном бункере. Штауффенберг предлагает начать, даже если Гитлер останется в живых, надеясь на Фельгиббеля. Фельдмаршал фон Вицлебен станет главой вермахта, Бек — главой государства. Герделер обратится к народу в качестве канцлера. Новое правительство договорится о перемирии.
15 июля 1944. Ольбрихт поднимает «учебную тревогу». Штауффенберг приезжает в ставку Гитлера, но пока заговорщики решаются, совещание заканчивается. Фромм разгадывает их план и угрожает Ольбрихту арестовать его, если он ещё раз поднимет тревогу.
20 июля 1944 Штауффенберг вновь прибывает в ставку Гитлера. Он успевает зарядить одну пачку, но ему мешает майор Фройн, пригласивший его на совещание, которое из-за жары перенесли в летний домик. Штауффенберг оставляет заминированный портфель, но полковник Брандт его перекладывает. После взрыва Фельгиббель приказывает отключить линии связи. Ольбрихт не решается начать действовать без подтверждения о гибели Гитлера и 3 часа ждёт прибытия Штауффенберга. Тем не менее, Квирнхайм объявляет боевую тревогу. Майор Ремер поднимает охранный батальон. Прилетевший Штауффенберг убеждает Ольбрихта начать план от имени генерала Фромма. Фромм звонит Кейтелю, тот заверяет, что Гитлер жив. Штауффенберг срывает маску. Фромм отказывается от участия и его арестовывают. Ремер захватывает МВД, штаб СС, выставляет блокпосты. В службу связи приходят разноречивые приказы об аресте Геббельса (штаб Штауффенберга) и об аресте Штауффенберга (ставка Гитлера). Сомневающийся Ремер является в министерство пропаганды, чтобы арестовать Геббельса, но тот даёт ему поговорить с фюрером, который приказывает взять изменников живыми. В службе связи фельдфебель убеждает командира, что это путч и тот приказывает задерживать приказы Штауффенберга, а передавать приказы из Растенбурга.
Операция свёртывается, в штаб Ольбрихта прибывают солдаты Ремера, арестовывая заговорщиков. Фромм приказывает арестовать Бека, а Ольбрихта, Штауффенберга и лейтенанта Хафтена расстрелять. Бек просит дать ему пистолет в личных целях, со словами «Мыслями я в прошлом» он застреливается. Карла Герделлера вешают, последними его словами становятся «Народ знает, что принципы для нас важнее личной выгоды». Эрвина фон Вицлебена расстреливают, его последними словами на суде становятся «Вы можете отдать нас в руки палача, но через несколько месяцев обездоленный, исполненный отвращения немецкий народ призовёт вас к ответу, и живьём потащит по грязным улицам Берлина». Генерал Тресков услышав о провале заговора, говорит: «Мы докажем миру, что не все мы такие как он», и взрывает себя гранатой. Генерала Ольбрихта, полковника Квирнхайма, обер-лейтенанта Хафтена и полковника Штауффенберга, последние слова которого: «Да здравствует Священная Германия!», расстреливают.

## В ролях
| Актёр                     | Роль |
| ------------------------- | --- |
| Том Круз                  | полковник Клаус фон Штауффенберг (начальник штаба резервной армии)                                                         |
| Кеннет Брана              | генерал-майор Хеннинг фон Тресков (офицер Генерального штаба в Группе армий «Центр»)                                       |
| Кристиан Беркель          | полковник Альбрехт Мерц фон Квирнхайм (начальник штаба Общевойскового управления Верховного командования сухопутных войск) |
| Билл Найи                 | генерал пехоты Фридрих Ольбрихт (начальник Общевойскового управления Верховного командования сухопутных войск)             |
| Томас Кречман             | майор Отто-Эрнст Ремер (командир пехотного полка «Великая Германия»)                                                       |
| Джейми Паркер             | обер-лейтенант Вернер фон Хафтен (адъютант Штауффенберга)                                                                  |
| Кэрис ван Хаутен          | Нина фон Штауффенберг (жена Штауффенберга)                                                                                 |
| Дэвид Скофилд             | фельдмаршал Эрвин фон Вицлебен                                                                                             |
| Теренс Стэмп              | генерал-полковник Людвиг Бек                                                                                               |
| Кевин Макнелли            | Карл Гёрделер |
| Эдди Иззард               | генерал войск связи Эрих Фельгибель (начальник службы связи Верховного главнокомандования вермахта)                        |
| Том Уилкинсон             | генерал-полковник Фридрих Фромм (командующий резервной армией)                                                             |
| Дэвид Бамбер              | фюрер Адольф Гитлер |
| Том Холландер             | полковник Хайнц Брандт (офицер Генерального штаба Верховного командования сухопутных войск)                                |
| Кеннет Крэнем             | фельдмаршал Вильгельм Кейтель                                                                                              |
| Герхард Хаазе-Хинденберг  | рейхсмаршал Герман Геринг                                                                                                  |
| Харви Фридман             | рейхсминистр пропаганды Йозеф Геббельс                                                                                     |
| Халина Рейн               | Маргарита фон Офен (секретарша Бендлер-блока)                                                                              |
| Вернер Ден                | майор Эрнст Йон фон Фрайенд (офицер Верховного главнокомандования вермахта)                                                |
| Маттиас Швайгхёфер        | лейтенант Франц Хербер |
| Вальдемар Кобус           | генерал полиции Вольф-Генрих фон Хелльдорф (начальник полиции Потсдама и Берлина)                                          |
| Флориан Панцнер           | лейтенант Хаген |
| Иэн Макнис                | генерал от инфантерии Йоахим фон Корцфляйш (командующий 3-го военного округа)                                              |
| Дэнни Уэбб                | капитан Ханс |
| Крис Ларкин               | фельдфебель Хельм |
| Мэтью Бёртон              | генерал-лейтенант Адольф Хойзингер (и. о. начальника Генерального штаба Верховного командования сухопутных войск)          |
| Филипп фон Шультхесс      | лейтенант Фабиан фон Шлабрендорф (адъютант фон Трескова)                                                                   |
| Вотан Вильке Мёринг       | фельдфебель Кольбе |
| Бернард Хилл              | командир 10-й танковой дивизии                                                                                             |
| Джулиан Моррис            | лейтенант 10-й танковой дивизии                                                                                            |
| Хельмут Штаусс            | Роланд Фрейслер (председатель Народной судебной палаты)                                                                    |
| Тим Уильямс               | врач в госпитале |
| Карл-Александер Зайдель   | Бертольд (сын Штауффенберга)                                                                                               |
| Тимо Хубер                | Франц (сын Штауффенберга)                                                                                                  |
| Юстус Каммерер            | Хаймеран (сын Штауффенберга)                                                                                               |
| Анника Беккер Мари Беккер | Валери (дочь Штауффенберга)                                                                                                |
| Энди Гетьен               | офицер СС |
| Манфред-Антон Альгранг    | рейхсминистр вооружения и военного производства Альберт Шпеер                                                              |

## История создания
Попытка снять американский ремейк немецкой картины 2004 года «Операция „Валькирия“» (Stauffenberg) с Себастьяном Кохом в главной роли.
В конце 2006 года режиссёр Брайан Сингер взялся за осуществление нового проекта по сценарию Кристофера Маккуорри. В марте 2007 года проект был представлен партнёрам компании United Artists Пауле Вагнер и Тому Крузу, которые сразу же согласились его финансировать. Сценарий основан на реальных событиях, происходивших в Германии во время Второй мировой войны. Режиссёр предложил сыграть главную роль Тому Крузу, на что актёр ответил согласием. Проект получил название «Операция „Валькирия“».
Режиссёр Брайан Сингер и продюсеры ленты в течение долгого времени не могли договориться с немецкими чиновниками, чтобы они разрешили снимать в Бендлерблоке, мемориальном комплексе, посвящённом Сопротивлению, где Штауффенберг и его сообщники разрабатывали план убийства фюрера. Наконец в сентябре 2007 разрешение на съёмки было получено. Но якобы из-за брака плёнки их пришлось затем повторить.

## Съёмки
- Первоначально выпуск фильма был запланирован на лето 2008 года, но затем перенесён на 3 октября того же года.
- После предварительных просмотров было принято решение о доработке фильма и пересъёмке некоторых сцен, в результате чего выпуск пришлось ещё раз перенести. Фильм вышел на зарубежные экраны 25 декабря 2008 года.
- В России фильм вышел в широкий прокат 29 января 2009 года.
- Перед съёмками сцены расстрела Штауффенберга в Бендлерблоке съёмочная группа почтила память расстрелянных здесь офицеров минутой молчания.
- В сценах фильма, где полковник Штауффенберг встречается с Гитлером, отчётливо видно, что Гитлер намного ниже полковника, хотя рост Тома Круза — 1,70 м, а рост Гитлера — 1,74 м. Это соответствует исторической действительности: сам Штауффенберг был заметно выше Гитлера.
- Помощника фон Трескова играет Филипп фон Шультхесс — внук Клауса фон Штауффенберга.

## Сборы
Бюджет фильма составил 75 млн долл. В первые выходные собрал 21 027 007 долл. (4-е место). В прокате до 16 апреля 2009, наибольшее число показов в 2838 кинотеатрах единовременно.
За время проката собрал в мире 200 276 784 долл., из них 83 077 833 долл. в США (35 место по итогам года) и 117 198 951 долл. во всех других странах.
В странах СНГ фильм шёл с 29 января по 9 марта 2009 года и собрал 3 947 905 долларов.

## Награды и номинации
| Награды и номинации | Награды и номинации                              | Награды и номинации | Награды и номинации |
| Награда             | Категория                                        | Результат           |                     |
| ------------------- | ------------------------------------------------ | ------------------- | ------------------- |
| «Сатурн»            | Лучший приключенческий фильм, боевик или триллер | Номинация           |                     |